# Arthur Rosenberg
Arthur Rosenberg (* 19. Dezember 1889 in Berlin; † 7. Februar 1943 in New York) war ein deutscher Historiker und marxistischer Politiker. Als Althistoriker publizierte er vor allem zum antiken Rom, aber auch zur Zeitgeschichte, und lehrte als Privatdozent und außerordentlicher Professor an der Friedrich-Wilhelms-Universität zu Berlin. Er war von 1924 bis 1928 Mitglied des Reichstages, zunächst als KPD-Mitglied, nach seinem Austritt 1927 dann als partei- und fraktionsloser Abgeordneter.

## Leben

### Jugend, Ausbildung, akademische Laufbahn
Arthur Rosenberg wurde in Berlin geboren, wo er – unterbrochen von einer eineinhalbjährigen Übersiedlung der Familie nach Wien – auch aufwuchs. Der Vater war Kaufmann und stammte ebenso wie die Mutter aus dem zur ungarischen Reichshälfte Österreich-Ungarns gehörenden Rózsahegy (heute Ružomberok, Slowakei). Als Kind assimilierter jüdischer Eltern wurde Rosenberg evangelisch getauft. Er legte 1907 am Askanischen Gymnasium die Abiturprüfung ab und studierte anschließend an der Friedrich-Wilhelms-Universität in Berlin Alte Geschichte und Klassische Philologie. 1911 promovierte er mit der Arbeit Untersuchungen zur römischen Zenturienverfassung. Zwei Jahre später erfolgte die Habilitation als Althistoriker mit Unterstützung durch seinen Doktorvater Eduard Meyer mit der Arbeit Der Staat der alten Italiker.
Seit Januar 1914 war Rosenberg Privatdozent an der Berliner Universität; er war 1918 für eine Professur an der Karl-Ferdinands-Universität in Prag im Gespräch, die die Berufungskommission nach einer knappen Entscheidung schließlich an Arthur Stein vergab. Durch den Eintritt in die USPD, vor allem aber den Übertritt zur KPD 1920 wurde Rosenberg zu einem akademischen Paria. Als Kommunist mit Venia legendi befand er sich in einer „absoluten Außenseiterstellung“, die noch weitaus prekärer war als die Position ebenfalls recht isolierter sozialdemokratischer Hochschullehrer wie Gustav Mayer. Im Februar 1921 erteilte die Berliner Philosophische Fakultät Rosenberg einen strengen Verweis und drohte ihm mit dem Entzug der Lehrbefugnis, nachdem er sich in einem Untersuchungsverfahren für einen Studenten eingesetzt hatte, der die Brüder Leonardo und Silvio Conti als Reichswehrinformanten enttarnt hatte und von diesen daraufhin beim Akademischen Senat wegen Beleidigung angezeigt worden war.
Im Jahr 1921 erschienen mit der Einleitung und Quellenkunde zur römischen Geschichte und der Geschichte der römischen Republik die letzten größeren althistorischen Arbeiten Rosenbergs. Beide Bücher sind weder ihrer Anlage noch ihrer Argumentation nach marxistisch. Den Übergang zu einem zunächst „relativ groben Marxismus-Verständnis“ vollzog Rosenberg erst einige Monate später mit der Broschüre Demokratie und Klassenkampf im Altertum. In den folgenden Jahren bot er an der Berliner Universität Vorlesungen und Übungen an, die sich unmittelbar als Kontrastprogramm zu den Lehrveranstaltungen der Fakultätskollegen auswiesen, so etwa „Die sozialen Kämpfe im alten Rom“, „Die sozialen Voraussetzungen für die Entstehung des Christentums“, „Sozialismus und Kommunismus im Altertum“ oder „Die Volkswirtschaft des Altertums“.
Im August 1930, drei Jahre nach Rosenbergs Austritt aus der KPD, setzte der preußische Kultusminister Adolf Grimme gegen den Widerstand der Fakultät dessen Ernennung zum nichtbeamteten außerordentlichen Professor durch. Als solcher wurde Rosenberg zu einem Bezugspunkt für die wenigen Studenten, die mit der politischen Linken sympathisierten, darunter Walter Markov.
Die Professur war nur gering besoldet. Den Großteil seines Lebensunterhalts verdiente Rosenberg daher seit 1931 als Studienassessor am Köllnischen Gymnasium, das von dem Reformpädagogen Siegfried Kawerau geleitet wurde. Hier war Theodor Bergmann einer seiner Schüler. Daneben hatte er einen Lehrauftrag an der Deutschen Hochschule für Politik.
Im September 1933 entzog der neue preußische Kultusminister Bernhard Rust dem bereits emigrierten Rosenberg formal die akademische Lehrbefugnis.

### Politische Tätigkeit
Obwohl Rosenberg aus einem eher nationalliberalen Milieu kam, sich 1914 noch freiwillig zum Kriegsdienst gemeldet hatte und als akademischer Schüler des konservativen Eduard Meyer keinerlei Nähe zur sozialistischen Arbeiterbewegung erkennen ließ, trat er am 10. November 1918 in die USPD ein. Vorgeschichte und Motive dieser Entscheidung liegen weitgehend im Dunkeln. Noch bis Anfang November 1918 hatte Rosenberg das enge Verhältnis zu Meyer, der sich 1917 der Deutschen Vaterlandspartei angeschlossen hatte, gepflegt. Die erhaltene Korrespondenz zwischen beiden lässt keine politischen Differenzen erkennen. Eduard Meyer brach den Kontakt zu Rosenberg 1919 ab, nachdem dieser erste Artikel in der USPD-Presse veröffentlicht hatte. 
Von 1915 bis zu dessen Auflösung bei Kriegsende arbeitete Rosenberg im Kriegspresseamt, der zentralen Zensur- und Propagandadienststelle der Obersten Heeresleitung. Rosenbergs Namensvetter Hans Rosenberg, mit dem er sich zwei Jahrzehnte später im amerikanischen Exil anfreundete, hat 1983 darauf hingewiesen, dass es Rosenberg „offensichtlich unangenehm“ war, „über seine Tätigkeit während des Ersten Weltkrieges zu sprechen“.
Rosenberg wechselte 1920 mit dem linken Mehrheitsflügel der USPD zur KPD, für die er zunächst als Stadtverordneter in Berlin (1921–1924) und als außenpolitischer Redakteur des Pressedienstes tätig war. Zwischen Februar 1924 und Juli 1925 war Rosenberg Mitglied des Politischen Büros der Zentrale der KPD. Er stand in dieser Phase anfänglich der ultralinken Fischer-Maslow-Gruppe nahe und versuchte 1925/26, zusammen mit Iwan Katz und Werner Scholem eine Strömung zu organisieren, die eine noch „linkere“ Linie propagierte. 1926 ging Rosenberg binnen weniger Monate auf Positionen der kommunistischen „Rechten“ über, gab schließlich auch diese auf und trat Ende April 1927 aus der KPD aus.
Seit Mai 1924 war Rosenberg für die KPD Mitglied des Reichstages. Der nach dem Parteiaustritt ausgesprochenen Bitte der Partei, das Mandat einem Nachrücker zu übergeben, kam er nicht nach und gehörte dem Parlament bis 1928 als fraktions- und parteiloser Abgeordneter an. Er arbeitete im Ausschuss für auswärtige Angelegenheiten mit und war Mitglied des Reichstagsausschusses, der sich mit der Untersuchung der Ursachen der Niederlage des Deutschen Reiches im Ersten Weltkrieg befasste.
Nach dem Parteiaustritt ging Rosenberg auf Distanz zur kommunistischen Arbeiterbewegung. Seine 1932 veröffentlichte Geschichte des Bolschewismus wurde auch von Autoren kritisiert, die wie er mit der KPD gebrochen hatten. Paul Frölich bescheinigte dem Buch in einer Rezension für die Weltbühne schwerwiegende argumentative und inhaltliche Defizite, die hinreichend deutlich belegen würden, dass Rosenberg stets „als Fremdling durch die KPD gewandert ist“. Karl Retzlaw sah in Rosenberg einen jener „jungen Intellektuellen“, für die die KPD in der revolutionären Nachkriegskrise eine „Durchgangsstation“ gewesen sei: „Da das ideelle Interesse bald einschlief, materielles Interesse nicht befriedigt werden konnte, dabei die Bürde der Parteimitgliedschaft schwer war, verließen diese Leute die Partei bald wieder.“
Rosenberg schloss sich um 1928 der Deutschen Liga für Menschenrechte an. Er schrieb hin und wieder für die linkssozialdemokratische Zeitschrift Der Klassenkampf, parallel aber auch für Blätter, die die Linie des SPD-Vorstands vertraten, so für den Vorwärts, die sozialdemokratische Rezensionszeitschrift Die Bücherwarte und für Die Gesellschaft. Von der Führung der Berliner SAJ wurde er in der Bildungsarbeit der Organisation eingesetzt.

### Exil
Nach der Machtübergabe an die NSDAP floh Rosenberg mit seiner Familie Ende März 1933 nach Zürich. Im Herbst des Jahres fand er Aufnahme in England und lehrte von 1934 bis 1937 an der Universität Liverpool Alte Geschichte. Am 1. Februar 1937 entzogen ihm die NS-Behörden die deutsche Staatsbürgerschaft.
Unter dem Pseudonym Historikus arbeitete Rosenberg zeitweise an der Zeitschrift für Sozialismus mit, die von der Sopade herausgegeben wurde. Er schrieb auch für den Neuen Vorwärts und – nach seiner Übersiedlung in die Vereinigten Staaten im Oktober 1937 – für The Nation. Am Brooklyn College in New York arbeitete Rosenberg zunächst als Tutor, seit Januar 1941 als festangestellte Lehrkraft. Im Frühjahr 1942 trat er der von KPD-nahen Emigranten gegründeten German American Emergency Conference bei, die von Kurt Rosenfeld geleitet wurde. Im Jahr darauf erlag er einer Krebserkrankung.

## Werk
Neben den althistorischen Arbeiten und der Geschichte des Bolschewismus (1932), die in zahlreiche Sprachen übersetzt wurde, spielten vor allem Rosenbergs Überlegungen zu Grundproblemen der Geschichte des Kaiserreiches und der Weimarer Republik immer wieder eine Rolle in der geschichtswissenschaftlichen Debatte.
In der Studie Die Entstehung der deutschen Republik 1871–1918 (1928) beschrieb Rosenberg das Kaiserreich als Herrschaftssystem, das auf einem instabilen Klassenkompromiss zwischen der deutschen Bourgeoisie und den preußischen Großgrundbesitzern beruht habe. Zwischen 1848 und 1871 habe der preußische Adel „den Ansturm des bürgerlichen Liberalismus auf der ganzen Linie abgeschlagen“, zugleich aber begriffen, dass auf lange Sicht ein völliger Ausschluss des wirtschaftlich immer stärker werdenden Bürgertums von der Macht nicht durchzuhalten sei. Bismarcks Politik habe darin bestanden, die Verhältnisse in Preußen zu konservieren, dem Bürgertum im Reich aber einen Anteil am Herrschaftsmechanismus einzuräumen. Dies sei jedoch kein echter Ausgleich gewesen, denn die Bismarcksche Reichsverfassung war nach Rosenberg „eine Verfassungskonstruktion, bei der Preußen das Reich regierte und nicht umgekehrt“. Das kaiserliche Machtzentrum habe so weder ein konstitutionelles noch ein traditionelles, sondern ein bonapartistisches Fundament gehabt:
„Das Bismarcksche Deutschland war weder ein konstitutioneller Staat noch eine absolute Monarchie mit fester Tradition. Die Kräfte, auf denen das Reich beruhte, hatten keine organische Verbindung. Der Ausgleich zwischen dem preußischen Militäradel und den übrigen im Reiche wirksamen Kräften lag ausschließlich in der Hand des Regenten. In diesem Sinn war das Reich Bismarcks eine bonapartistische Schöpfung, und sein Wohl und Wehe hing in weitem Umfang von der Person des Herrschers ab, mochte dies nun der regierende Kaiser oder ein regierender Reichskanzler sein.“
Daneben habe die Verfassung einen latenten Dualismus zwischen ziviler und militärischer Gewalt begründet, indem sie das ohnehin vom preußischen Adel kontrollierte Heer jedem zivilen Zugriff entzog. Im Krieg habe der konstitutionelle Bonapartismus zu funktionieren aufgehört, seit 1916 sei das Reich eine „reine Militärdiktatur“ gewesen.
Den politischen Inhalt der Novemberrevolution bewertete Rosenberg nicht als sozialistisch, sondern als bürgerlich-demokratisch. Die „Periode der bürgerlichen Demokratie“ habe in Deutschland indes nicht erst mit der Revolution, sondern schon mit der „von Ludendorff angeordneten“ Oktoberreform und der Reichskanzlerschaft Max von Badens begonnen. Die gegen den Widerstand der SPD in Gang gekommene Revolution sei – nicht nur vom Ergebnis her gesehen – überflüssig gewesen (die „wunderlichste aller Revolutionen“), denn sie habe lediglich die ohnehin funktionslos gewordene monarchische Fassade beseitigt; die Masse ihrer Träger aber habe überhaupt kein anderes Ziel vor Augen gehabt als die bereits verwirklichte parlamentarische Demokratie. Auch der Rat der Volksbeauftragten sei „in Wirklichkeit (…) [nur] eine etwas sozialistisch verschleierte Herrschaft der alten Reichstagsmehrheit“ gewesen, „ergänzt durch den rechten Flügel der USPD“. In seiner Geschichte der deutschen Republik (1935) wies Rosenberg hieran anknüpfend die Auffassung zurück, dass die „Bedrohung durch den Bolschewismus“ eine radikaldemokratische Reform von Staat, Verwaltung, Schulwesen und Wirtschaft verhindert habe. Eine „bolschewistische Gefahr“ habe 1918/19 gar nicht existiert. Den „Geist eines fanatischen Utopismus“ habe lediglich eine kleine Minderheit der Arbeiterbewegung gepflegt; diese Strömung habe zuletzt sogar gegen die alte Führung des Spartakusbundes rebelliert, als diese auf dem Gründungsparteitag der KPD für eine Beteiligung an den Wahlen zur Nationalversammlung eintrat. Die gemäßigte Mehrheit der Arbeiterräte war nach Rosenberg das gegebene, in Deutschland bis dahin fehlende Fundament einer „volkstümlichen Demokratie“; diese potentiell stabile Grundlage einer republikanischen Ordnung sei aber im Frühjahr und Sommer 1919 durch das Bündnis von führenden Mehrheitssozialdemokraten, kaiserlichen Beamten und Offizieren zerschlagen worden:
„Das politische Resultat des Bürgerkrieges, der in der ersten Hälfte des Jahres 1919 im Namen Noskes geführt wurde, war die vollständige Vernichtung jeder politischen Macht der Räte. Wo noch Arbeiterräte fortbestanden, waren sie völlig einflusslos. So war der Versuch, im Anschluss an die Revolution eine volkstümliche aktive Demokratie zu begründen, gescheitert. Im Zusammenhang damit erfolgte an allen Orten eine systematische Entwaffnung der Arbeiterschaft, die von den Offizieren mit größter Energie durchgeführt wurde. (…) Hand in Hand damit ging eine systematische Bewaffnung des besitzenden Bürgertums, der Gutsbesitzer, Studenten und so weiter, die sich in Zeitfreiwilligenregimentern und Einwohnerwehren zusammenschlossen. Dieser ganze mächtige Ausbau, wenn nicht der monarchistischen, so doch zumindest der bürgerlich-kapitalistischen Gegenrevolution geschah unter der Parole: Für Ruhe und Ordnung und gegen Spartakus.“
Diese Analyse der Novemberrevolution wurde in den späten 50er und den 60er Jahren von einer jüngeren Historiker-Generation – darunter Eberhard Kolb, Peter von Oertzen und Reinhard Rürup – in eigenen Studien aufgegriffen. Rosenbergs Sicht auf die spezifische Substanz der Massenbewegung vom Herbst 1918 bot die Möglichkeit, auf Handlungsspielräume sozialdemokratischer Politik zu verweisen und so ältere konservative und sozialdemokratische Rechtfertigungsmuster („Abwehrkampf gegen den Bolschewismus“, unvermeidliches Bündnis mit den alten Eliten, Weimarer Kompromiss vs. „Bolschewismus“) zu hinterfragen.
Rosenberg lehnte gleichwohl deterministische Erklärungen, die Krise und Ende der parlamentarischen Demokratie ausschließlich auf die Weichenstellungen der Revolutionsmonate zurückführten, ab. 1920, 1923 und zuletzt noch 1929/30 habe die Arbeiterbewegung objektiv die Möglichkeit zu einer revolutionären Neugründung der Republik gehabt. Diese Chancen, aus denen jeweils katastrophale Niederlagen wurden, seien einerseits durch die Fehler bzw. den unfruchtbaren Radikalismus der KPD (1920 der USPD) und andererseits durch das gouvernementale Selbstverständnis der „Staatspartei“ SPD, die sich nach und nach in eine „unmögliche Lage“ manövriert habe, vertan worden. Die Arbeiterbewegung habe so der Gegenrevolution das Feld überlassen.
„Die durchschnittlichen sozialistischen Funktionäre sahen von 1929 bis 1933 vor lauter Bäumen den Wald nicht. Sie verstanden wohl alle Schwierigkeiten und Nöte des Augenblicks, aber sie übersahen die mächtige revolutionäre Welle, die damals durchs Land ging. Hinter all dem lauten Schimpfen auf das ‚System‘ steckte ein echter Volkshass auf den kapitalistischen Staat. Nur weil die Sozialisten  nicht fähig waren, sich an die Spitze der verzweifelnden Massen zu stellen, konnte die Gegenrevolution diese Bewegung ausnützen.“
Die NSDAP habe im Kern das Programm der völkischen, nationalistischen und bürgerlich-konservativen Rechten vertreten, dieses aber mit sozialistischen Phrasen durchsetzt; sie sei in der Krisenphase ab 1929 in kürzester Zeit zu einer Massenpartei geworden, weil sie mit ihrer Rhetorik „zugleich im Lager der Revolution und der Gegenrevolution“ gestanden habe.
Das Ende der republikanisch-demokratischen Phase deutscher Geschichte datierte Rosenberg bereits auf das Jahr 1930. Das Notverordnungsregime Brünings sei bereits eine „Diktaturregierung des Bürgerblocks“ gewesen; Brüning habe in seine Notverordnungen alles aufgenommen, „was die ‚Wirtschaft‘ verlangte.“ Bis 1932/33 hätten zwei Flügel der republikfeindlichen Gegenrevolution um die Macht gekämpft: Einerseits die von Brüning, Westarp und Treviranus repräsentierte, sich durch die Notverordnungspolitik rasch verbrauchende „volkskonservative“ Strömung, andererseits die Richtung Hitler/Hugenberg, deren „Weg der schnellen und konsequenten Gewalttätigkeit“ sich schließlich durchgesetzt habe.

## Werke
- Der Staat der alten Italiker. Untersuchungen über die ursprüngliche Verfassung der Latiner, Osker und Etrusker. Berlin 1913 (Digitalisat)
- Geschichte der römischen Republik. Leipzig/Berlin 1921.
- Demokratie und Klassenkampf im Altertum. Bielefeld 1921. Neuauflage Ahriman Verlag, Freiburg 2007, ISBN 978-3-8948-4810-1.
- Die Entstehung der Deutschen Republik 1871–1918. Berlin 1928. (Digitalisat in der Digitalen Bibliothek Mecklenburg-Vorpommern).
- Entstehung und Geschichte der Weimarer Republik. Berlin 1928 – Karlsbad 1935.[22]
- Geschichte des Bolschewismus: Von Marx bis zur Gegenwart. Berlin 1932 (auch englisch, italienisch, norwegisch, hebräisch und französisch).
- Der Faschismus als Massenbewegung. Sein Aufstieg und seine Zersetzung. Karlsbad 1934.
- Geschichte der deutschen Republik. Karlsbad 1935.
- Demokratie und Sozialismus. Amsterdam 1938.
- Demokratie und Klassenkampf. 1938 (auch englisch).

## Briefe
- … der lebendige Beweis für ihre Greuel A. R. an Emmy Scholem. In: Münchner Beiträge. Hrsg. v. Lehrstuhl für Jüdische Geschichte und Kultur, Michael Brenner. H. 2, 2013, S. 33–35 (mit anschl. Kommentar von Mirjam Zadoff). Ohne ISSN. Zugang.